# The Adventures of Abdi
The Adventures of Abdi es un libro ilustrado de género infantil escrito por la artista estadounidense Madonna y publicado el 8 de noviembre de 2004 por Callaway Arts & Entertainment. Contiene una moraleja inspirada en una historia de 300 años del rabino judío Baal Shem Tov, que Madonna había oído de su maestro de Cábala. Cuenta la historia de Abdi, un joven huérfano a quien se le asigna la tarea de entregar el collar más precioso del mundo a la reina. Para escribir el cuento, Madonna tomó como referencia los escenarios de Alí Babá y los cuarenta ladrones y otras historias populares de Las mil y una noches.
The Adventures of Abdi fue el cuarto de la serie de libros infantiles de Madonna —tras The English Roses, Mr. Peabody's Apples y Yakov and the Seven Thieves— y salió a la venta en 110 países simultáneamente y se tradujo a 40 idiomas. Los pintores rusos Olga Dugina y Andrej Dugin se encargaron de la cubierta y de las ilustraciones. Como parte de la promoción, Madonna asistió a una firma de libros en Londres y concedió entrevistas a varios programas de televisión. Tras su lanzamiento, obtuvo críticas por ser orientalista y promover la Cábala a los niños, aunque las ilustraciones recibieron comentarios favorables.

## Sinopsis
En una tierra lejana vive un joven huérfano llamado Abdi, criado por el gran joyero Eli, quien un día recibe el encargo de crear un collar para la reina. Una vez confeccionado, Eli ordena que Abdi se dirija hasta el palacio y se lo entregue a la reina en su cumpleaños, por lo que inicia su viaje por el desierto. Una noche mientras duerme, dos beduinos asaltan al muchacho y reemplazan el collar con una serpiente viva. Sin darse cuenta del robo, llega al palacio para encontrarse con el rey y se revela la serpiente dentro de la bolsa del niño. Al ver esto, el rey enfurece y ordena que lo arrojen al calabazo.
Eli se entera de lo sucedido con Abdi y se apresura a llegar al palacio una semana después. Debido a su fe y honestidad, convence al rey de que una vez que coloque la serpiente alrededor del cuello de la reina, se convertiría en un collar de diamantes. A continuación, cuando ella se la coloca alrededor de su cuello, lentamente se transforma en un precioso collar incrustado de joyas. El rey queda impresionado por lo que libera a Adbi y recompensa a ambos. Las noticias sobre el collar mágico llegan a los beduinos que habían robado el original a Abdi, y llegan al palacio con una gran bolsa llena de serpientes reales. Sin embargo, estas no quedan encantadas y no se transforman en joyas, por el contrario, terminan asustando a la reina. Enfurecido, el rey ordena que sean arrojados al calabozo para siempre.

## Antecedentes
En marzo de 2003, se anunció que Madonna y la editorial Callaway Arts & Entertainment habían firmado un acuerdo con Penguin Group para publicar una serie de cinco libros ilustrados de género infantil, con un ilustrador distinto para cada uno de ellos. Madonna expresó que cada libro «trata temas que todos los niños enfrentan. Por suerte hay una lección que [los] ayudará a convertir situaciones dolorosas o de miedo en experiencias de aprendizaje. Espero que [los libros] inspiren a niños de todas las edades, incluso a los adultos». Los tres primeros fueron The English Roses (septiembre de 2003), Mr. Peabody's Apples (noviembre de 2003) y Yakov and the Seven Thieves (junio de 2004); de los cuales los dos primeros ingresaron en el primer puesto de la categoría infantil en la lista de los más vendidos de The New York Times y permanecieron en total dieciocho y diez semanas, respectivamente, mientras que el tercero debutó en la séptima posición y en la edición siguiente ascendió a la sexta. En conjunto habían vendido 1,5 millones de copias en el mundo para noviembre de 2004. En junio de ese año, Callaway confirmó que la cuarta entrega de la serie sería The Adventures of Abdi.

## Desarrollo e ilustraciones

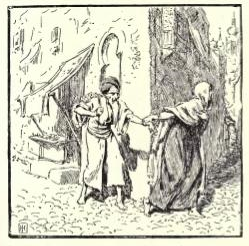
Historias tradicionales como Alí Babá y los cuarenta ladrones (imagen) inspiraron a Madonna para escribir The Adventures of Abdi

Como sucedió con sus predecesores, Madonna se inspiró nuevamente en una historia de 300 años del rabino judío Baal Shem Tov, que había oído de su maestro de Cábala, y quería compartir la «esencia» de la misma en su cuarto lanzamiento. Escribió en el prefacio: «El poder de la certeza no tiene límites», referencia a una de las líneas pronunciadas por el personaje de Eli a Abdi. En una entrevista con el periódico The Times, explicó que se había inspirado en el trasfondo y los escenarios de Alí Babá y los cuarenta ladrones, como así también en otras historias populares de Las mil y una noches, y quería crear algo en ese género. Además, incluyó el principio cabalístico de la «certeza» en la historia, es decir, la idea de que uno puede «superar todos los obstáculos y desafíos en nuestras vidas si los percibimos como bendiciones y no como maldiciones; si aceptamos que han llegado a nuestras vidas para enseñarnos algo valioso». Sumado a ello, afirmó que otro de los objetivos principales era enseñar a los niños sobre el poder de la energía positiva y compartir los conocimientos de la vida que había adquirido.
La pareja de pintores rusos Olga Dugina y Andrej Dugin, que había trabajado anteriormente en la película de 2004 Harry Potter y el prisionero de Azkaban, se encargó de la cubierta y de las ilustraciones del libro. Callaway los describió como un «dúo asombroso de imaginación ilimitada y técnica brillante. Sus pinturas tienen una sutileza, belleza y poder que se destacan junto con los maestros de cualquier edad». Fue la primera vez que ambos trabajaron con una autora contemporánea y el libro les presentó «varias posibilidades artísticas: mostrar un desierto, un palacio, una pequeña casa donde un anciano estaba haciendo joyas». La pareja comentó que les lleva entre cuatro meses a un año y medio completar una imagen; en el caso de The Adventures of Abdi, primero decidieron cuáles eran las partes «más interesantes» de la historia e hicieron una concepción de todo el libro, luego recopilaron materiales de investigación de bibliotecas y museos y crearon bocetos desde la primera imagen hasta la última: Andrej realizó los dibujos mientras Olga los pintó. La imagen de la cubierta fue la última que crearon. Cuando se les preguntó cuál era su ilustración favorita, mencionaron aquella en la que la reina se prueba el collar, dado que «la situación es tal que podíamos mostrar muchos personajes extraños. Podíamos contar la historia que no se contó y dar a entender algo mucho más general que el texto mismo».

## Publicación y promoción

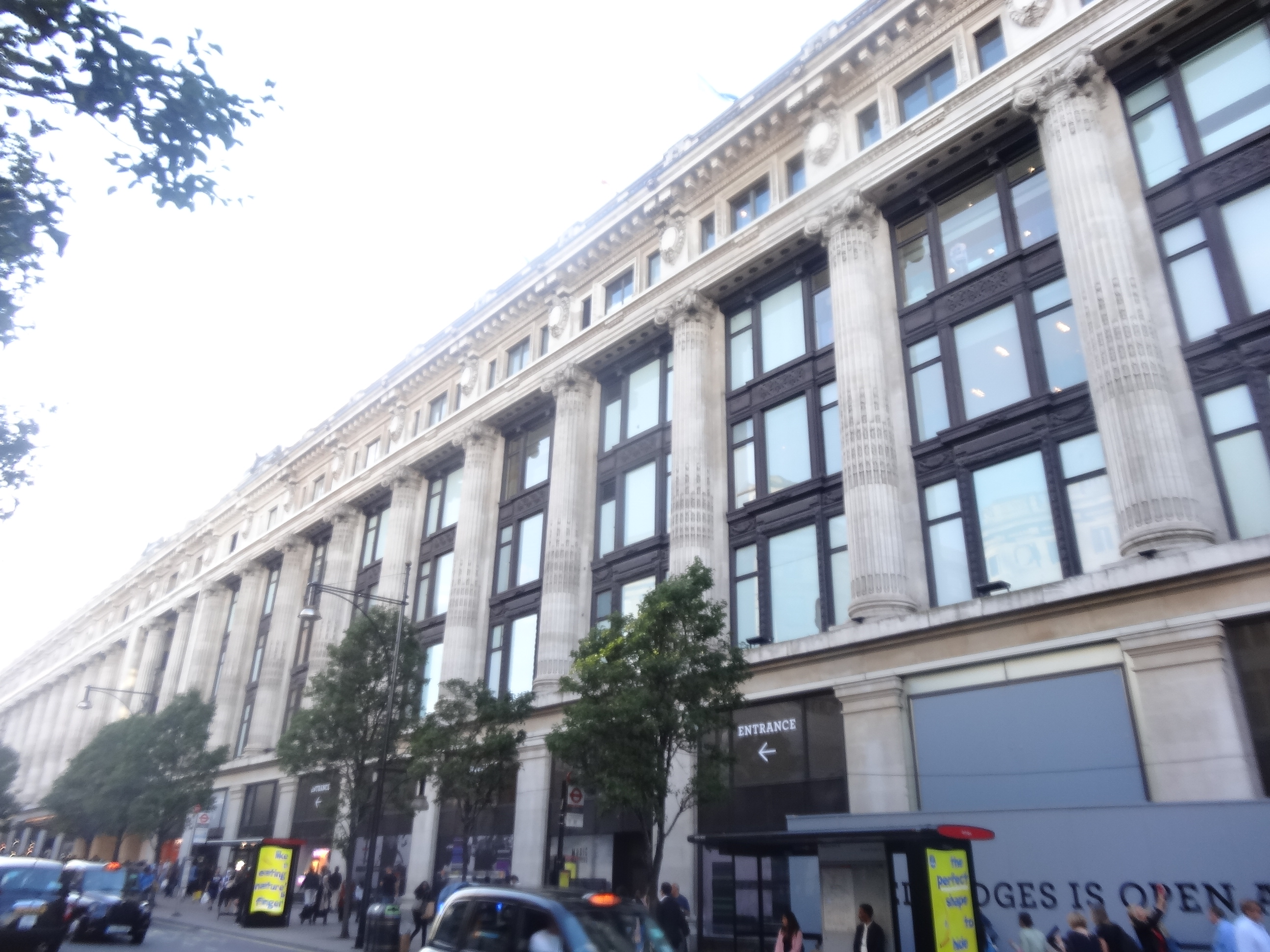
Para la promoción de The Adventures of Abdi, Madonna asistió a una firma de libros en la tienda Selfridges de Oxford Street (imagen), en Londres, el 11 de noviembre de 2004

Bajo la distribución de Penguin Group, The Adventures of Abdi salió a la venta el 8 de noviembre de 2004 en 110 países y se tradujo a  40 idiomas, como así también estuvo disponible en edición Braille. En Estados Unidos la editorial fue Callaway, mientras que en todos los demás mercados de idioma inglés fue publicado por Puffin, el sello infantil de Penguin Group. Dirigido a niños de seis años en adelante, contiene 32 páginas y se lanzó en tapa dura con sobrecubierta. Las ganancias de las ventas se destinaron a Spirituality for Kids Foundation (Fundación Espiritualidad para los Niños), una organización paraguas cuyo fin es otorgar «instrumentos espirituales» a los menores. En los países de habla española se tituló Las aventuras de Abdi y las editoriales fueron Planeta y Destino, con la traducción de Daniel Cortés. En octubre de 2005 figuró en Five Books for Children, un CD con los cinco libros de la serie en formato de audiolibro, y en la caja recopilatoria 5 Books for Children.
Como parte de la promoción, Madonna asistió a una firma de libros en la tienda Selfridges de Oxford Street, celebrada el 11 de noviembre de 2004. Solo 250 de los cientos de fanáticos que hicieron fila fueron elegidos para ingresar al lugar, donde leyó la historia en voz alta por diez minutos a treinta estudiantes de entre ocho a diez años del St Winifred's Catholic Junior School, ubicada en el sur de Londres, y posteriormente procedió una sesión de prensa en la mesa de firmas. Ese mismo día, concedió una entrevista a Pat O'Brien para el programa de televisión The Insider y, entre los temas que se discutió, explicó que escribió el libro como un medio para «darles a los niños algún tipo de herramientas para lidiar con la adversidad en sus vidas de una manera pacífica». También apareció en Richard & Judy, donde habló sobre la inspiración y el proceso de redacción del libro, en The Jeremy Vine Show de la BBC Radio 2 y en Fresh Air de la National Public Radio. En diciembre, el periodista estadounidense Harry Smith entrevistó a Madonna en The Early Show, de la CBS, cuyos temas discutidos fueron su experiencia de escribir libros para niños y cómo su fe la ha cambiado, entre otros, y luego promocionó la obra en el programa infantil Blue Peter de la CBBC.

## Recepción
Un editor de Publishers Weekly criticó la historia por ser orientalista, ya que describe a «un hombre con cuerpo de cobra que toca la flauta [mientras] enanos de piel morena ayudan a la reina de piel blanca y una gacela que luce la cabeza de una persona con turbante». Sostuvo además que algunos lectores podrían estar preocupados por su «representación Harén-chic de un Medio Oriente exótico» y su filosofía simplista. No obstante, las imágenes le parecieron «suntuosas» y elogió «los elaborados motivos florales, la ropa bellamente decorada y las criaturas extrañas» que, según el autor, son una combinación de las obras de Miguel Ángel y El Bosco. La autora Sandra L. Beckett, en su libro Crossover Picturebooks: A Genre for All Ages (2013), también alabó las ilustraciones al describirlas como «intrincadamente detalladas y espléndidamente texturizadas», y opinó que evocaba el trabajo de antiguos artesanos y maestros. Matt Warner de Barnes & Noble mencionó que las «impresionantes ilustraciones con tonalidades arenosas y diseños complejos del Medio Oriente crean escenas de fantasía surrealista alucinantes, que dejan a los lectores preguntándose qué aventura de ensueño evocará Madonna a continuación». En lo que respecta a la historia en sí, remarcó que es «un deleite para los ojos que también aporta materia de reflexión». El libro enfrentó una reacción negativa de grupos religiosos que consideraron que obligaba a los niños a aceptar las enseñanzas de la Cábala. El experto en culto religioso Rick Alan Ross se opuso a la publicación y afirmó al canal de noticias MSNBC que «es más una predicación de la Cábala disfrazada de libro para niños. El personaje sobrevive "a través del poder de la certeza espiritual". [El libro] está presionando la Cábala a [...] niños inocentes». Casi tres meses después de su edición, The Adventures of Abdi había vendido 15 000 copias en Estados Unidos según Nielsen BookScan.